# Arnault Cuisinier
Arnault Cuisinier (* um 1958) ist ein französischer Musiker (Kontrabass, Gesang, Komposition), der sowohl als Interpret von Neuer Musik als auch von Jazz und Popmusik hervorgetreten ist.

## Leben und Wirken
Cuisinier begann 1984 mit dem Studium des Kontrabasses. Mit dem Erreichen des Staatsdiploms (1991) wurde er im selben Jahr am Pariser Konservatorium angenommen, wo er die Klasse von Frédéric Stochl für klassischen Kontrabass 1994 absolvierte; 1996 schloss er mit Auszeichnung in der Jazzklasse bei François Jeanneau ab. Weiter studierte er Jazz und Improvisation bei Dave Liebman und J.F. Jenny-Clark, Alain Savouret sowie Patrick Moutal und erhielt klassischen Gesangsunterricht durch Glenn Chambers und Yves Sotin.
Mit der Band Kassalit von Philippe Lemoine gewann Cuisinier beim Wettbewerb in La Défense 1998 den ersten Preis. Beim Tremplin-Wettbewerb in Avignon wurde ihm 1999 der Preis für den besten Solisten verliehen. Er begleitete Claudia Solal auf ihrem Album My Own Foolosophy. Weiter arbeitete er mit Éric Barret, François Jeanneau, Sylvain Kassap, Rick Margitza, Glenn Ferris, Joe Rosenberg, Mircea Tiberian, Manu Codjia, Jérôme Rateau sowie Yaron Herman.
Zehn Jahre lang war Cuisinier aber auch als tenoral gefärbter Bariton Mitglied im Vokalensemble für zeitgenössische Musik Soli Tutti, etwa bei der Uraufführung des Musiktheaterstücks Le bois Lacté von François Narboni. Zudem trat er 2007 in der Oper Terra Australis als Kontrabassist und Sänger im Théâtre du Tambour Royal in Paris auf.
Seit 2000 arbeitete Cuisinier im Trio des Pianisten Benjamin Moussay (mit Eric Echampard am Schlagzeug), mit dem mehrere Alben erschienen, zunächst Mobile (2002), dann das von der Kritik gelobte Album Swimming Pool (2006). Weiter trat er in Pop-Rock-Bands wie Aribo auf (2 CDs bei Mozaïc Records). Mit Edward Perraud und Bruno Wilhelm trat er seit 2007 im Trio Mineral Paradoxe etwa beim Festival von Chinon und beim Festival von Assier auf (gleichnamiges Album 2008, gefolgt von Hors temps, 2021).
Cuisinier schloss sich dem Quintett des Geigers Frédéric Norel an, mit dem er das Album Dreamseekers (2009) für das Label Melisse aufnahm. Seit 2008 gehörte er zur Société Arpenteurs du son von Denis Colin (Subject to Change 2009). 2008 gründete er mit dem Saxophonisten Jean-Charles Richard, dem Pianisten Guillaume de Chassy und dem Schlagzeuger Fabrice Moreau sein Quartett Kitchen Music, für das er auch komponierte (Fervent 2010). Im Trio mit de Chassy und dem Klarinettisten Thomas Savy entstand das Trio Silences, das freie Interpretationen der Musik von Schubert, Prokofjew und Poulenc aufführte (gleichnamiges Album bei BeeJazz 2012). Mit dem Bassbariton Laurent Nouari veröffentlichte dieses Trio dann bei Alpha Classics das Album Bridges (Hollywood Song Book & Transcriptions), das auf Werken von Eisler und Prokofjew aufbaute. Erweitert um Elise Caron interpretierte das Trio französische Chansons sowie klassische und Jazzstandards (L’Âme des poètes, 2021).
Cuisinier gehörte weiter zu dem Projekt Territoires du souffle von Thierry Machuel. Im Projekt The Source interpretierte er zudem Lieder auf Texte von William Blake, Lord Byron oder W. B. Yeats. 2016 trat er mit Himiko Paganotti auf.